# زاوية كنتة
بلدية من بلديات ولاية أدرار الجزائرية، تضم 20 قصرا وهم:
- مكيد
- تيوريرين
- أدرور
- الشباني
- زاقلو عرب
- زاقلو مرابطين
- أولاد الحاج
- تبركانت
- زاوية كنتة المركز
- قصر زاوية كنتة
- مناصير
- تاخفيفت
- أدمر
- قصر تازولت
- قصبة تازولت
- بوزقزاد
- زاوية الشيخ
- بوعلي
- أغرمملال
- أظوى.[2]

## أصل التسمية
سميت البلدية زاوية كنتة نسبة إلى مؤسس الزاوية الكنتية الشيخ سيد أحمد الرقاد الكنتي.

## تاريخيا
تعد بلدية زاوية كنتة ولاية أدرار من أقدم بلديات إقليم منطقة توات، حيث يعــود تـاريخ نشأتها إلى عام 1958، حيث كانت قبل سنة 1974 تابعـــة إقليميا إلى ولايـــــــة الســـاورة (بشار حاليا). 

## جغرافيا
تقـــع بلدية زاوية كنتة على طول الطريق الوطني رقــم6 من الناحية الغربية ابتـــداءً من النقطة الكلومتريــــة رقم 1267 إلى غاية النقطة الكلومترية 1293.
يحدها شمالا قصر أغيل بلدية تامست وجنوبا قصر بوانجي بلدية انجزمير وشرقا بلدية تمقطن وغربا بلدية أم العسل ولاية تندوف.

## السكان والمساحة
بلدية زاوية كنتة كغيرها من بلديات الولاية عرفت تـــطوراً ديمغرافياً و اقتصاديــاً و اجتماعياً و ثقافياً كبيراً خلال الآونة الأخيرة حيث يبلغ عدد السكان الإجمالي للأســر العاديــة والجماعية لبلدية زاوية كنتة حسب آخر إحصاء رسمي 18164نسمة. بمعدل نمو يُقارب 3.18% يتربعون على مساحة 9140كم2 -كما ذكرنا آنفاً- أي بكثافة سكانية تقدر ب 1.98ن/كم

## المناخ
يتميز إقليم منطقة توات بصفة عامة وبلدية زاوية كنتة بصفة خاصة بالمناخ الجاف، الشديد الحرارة صيفا والشديد البرودة شتاءً.

## القصور
تشكل قصور زاوية كنتة فيما بينها سلسلة خطية ممتدة من قصر مكيد شمالا إلى قصر أظوى جنوبا،حيث يبعد مقر البلدية زاوية كنتة بـ 75 كلم عن مقر الولاية أدرار ويتوسطها الطريق الوطني رقم 06.
كما عرفت البلدية في الآونة الأخيرة تطورا ديمغرافيا واقتصاديا واجتماعيا وثقافيا بفضل السياسة العامة التي انتهجتها الدولة عن طريق تنفيذ البرامج التنموية المختلفة سواءً المحلية منهــا أو القطاعية مما أعطى وجه جمالي للبلدية وحسن من صورته.

## وصلات خارجية
- المعالم الأثرية في زاوية كنتة